# Холерний вібріон
Холерний вібріон (лат. vibrio cholerae) — грам-негативна бактерія, що належить до роду вібріон. Цей збудник спричиняє у людей холеру.

## Історія
Так званий класичний холерний вібріон вперше описав італійський вчений Філіппо Пачіні в 1854 році, детально вивчив його властивості і виділив у чистій культурі Роберт Кох у 1883 році. У 1906 році Ф. Готшліх виділив вібріон Ель-Тор, який також спричиняє холеру.

## Культуральні властивості
Холерні вібріони — факультативні анаероби, легко культивуються в аеробних умовах при 37 °С. До живильних середовищ невибагливі, але вимагають лужної реакції (pH 8,5-9,5). Дуже добре й швидко ростуть у 1 % лужній пептонній воді, випереджаючи ріст інших бактерій. Вже через 5-6 годин на її поверхні виникає ніжна плівка блакитного кольору. На лужному МПА через 10-12 год утворюють середніх розмірів гладенькі круглі прозорі колонії з блакитним відтінком і чітко окресленим краєм.

## Антигенна будова
Холерні вібріони мають термостабільні специфічні О-антигени і термолабільні джгутикові Н-антигени. За О-антигеном всі вібріони поділені на багато серогруп О1, О2, О3 та ін. до О160. За груповим джгутиковим Н-антигеном вирізняють 100 серогруп. Холеру у людей спричиняють представники 01 серогрупи (за О-антигеном): V. cholerae біовар cholera (або класичний) та V. cholerae біовар El Tor. Останній відрізняється від класичного вібріону тим, що має гемолітичні властивості. Також холеру спричиняють представники серогрупи О139.
У свою чергу 01-антиген складається з окремих антигенних фракцій А, В, С. Різні комбінації їх властиві трьом сероварам: Огава (АВ), Інаба (АС) і Гікошима (АВС). Останній серовар є перехідним між двома першими, багато хто в даний час заперечує його існування. Усі три серовари аглютинуються 01 сироваткою.
Вирізняють й так звані НАГ-вібріони — непатогенні та умовнопатогенні (можуть зумовлювати так звані холероподібні неепідемічні діареї) V. cholerae, які не належать до серогруп О1 чи О139 й не аглютинуються відповідними сироватками. Доведена можливість трансформації холерних вібріонів у НАГ-вібріони й навпаки.

## Токсиноутворення
Холерні вібріони виділяють два типи токсинів:
- білковий екзотоксин (холероген), який діє на ентероцити тонкого кишечника, спричиняючи ентерит з водянистими випорожненнями і як наслідок зневоднення організму;
- ендотоксин — ліпополіцукридний комплекс, який вивільняється тільки при руйнуванні вібріонів, він також бере участь у механізмі розвитку хвороби — зумовлює загальнотоксичну й нейрогенну дію.

Токсигенні штами О1, О139 мають ген холерного токсину (vct+), саме тому вони й спричиняють холеру. Додатковими факторами патогенності їх є активна рухливість, здатність до адгезії та ферментоутворення.